# Кречуняк Оксана Михайлівна
Окса́на Кречуня́к (* 1981) — українська легкоатлетка, майстер спорту України міжнародного класу (2001). Паралімпійська чемпіонка, нагороджена орденом «За заслуги» 3-го ступеню (2004) та почесною грамотою Кабінету Міністрів України (2004).

## З життєпису
Народилась 1981 року в селі Гарасимівка Станично-Луганського району Ворошиловградської області.
Закінчила Луганське обласне професійно-технічне училище-інтернат для людей з обмеженими фізичними можливостями.
З 2000 року — у складі збірної команди України. Від того ж року виступає за Луганський обласний центр «Інваспорт»; тренер — Римма Старостіна.
Чемпіонка Всесвітніх ігор інвалідів з наслідками дитячого церебрального паралічу (2001, Ноттінгем, Велика Британія) — на дистанціях 100 і 200 метрів.
Срібна ризерка чемпіонату світу (Лілль, Франція, 2002) — на дистанції 100 метрів.
Срібна призерка на дистанції 200 метрів чемпіонату Європи (Ессен, 2003).
Чемпіонка Літніх Паралімпійських ігор-2004 — дистанція 200 метрів.
Чемпіонка Всесвітніх ігор інвалідів з наслідками дитячого церебрального паралічу в естафеті 4/100 метрів (Нью-Лондон, США, 2005) — на дистанціях 100 і 200 метрів.
Бронзова призерка на дистанції 200 метрів, 2006 (Нідерланди).
На змаганнях в Чехії 2007 року здобула срібну нагороду.
2008 року двічі здобула бронзові нагороди — на дистанції 200 м та естафеті 4/100 м (Манчестер, Велика Британія). На Літніх Паралімпійських іграх-2008 посіла 6-ту сходинку.
На змаганнях 2011 року двічі здобула бронзові нагороди — на дистанціях 100 і 200 метрів (Крайстчерч, Нова Зеландія). Переможниця в естафеті 4/100 метрів.